# SpaceX Dragon
SpaceX Dragon, còn được gọi là Dragon 1 hoặc Cargo Dragon , là một loại tàu vũ trụ chở hàng có thể tái sử dụng được phát triển bởi SpaceX, một công ty vận tải vũ trụ tư nhân của Mỹ. Dragon được phóng lên quỹ đạo bằng tên lửa Falcon 9, với mục đích ban đầu để tiếp tế cho Trạm Vũ trụ Quốc tế (ISS).
Trong chuyến bay đầu tiên vào tháng 12 năm 2010, Dragon trở thành tàu vũ trụ được chế tạo và vận hành thương mại đầu tiên hạ cánh thành công từ quỹ đạo Trái đất. Vào ngày 25 tháng 5 năm 2012, một biến thể chở hàng của Dragon đã trở thành tàu vũ trụ thương mại đầu tiên đến điểm hẹn và đỗ vào ISS thành công. SpaceX được ký hợp đồng vận chuyển hàng hóa lên ISS theo chương trình Dịch vụ Tiếp tế Thương mại của NASA, và Dragon bắt đầu được sử dụng cho các chuyến bay vận chuyển hàng hoá thường xuyên vào tháng 10 năm 2012. Với tàu vũ trụ Dragon và Orbital ATK Cygnus, NASA tìm cách tăng cường quan hệ đối tác với ngành hàng không quốc tế và hàng không thương mại trong nước.
Vào ngày 3 tháng 6 năm 2017, SpaceX Dragon C106, phần lớn được lắp ráp từ các bộ phận đã sử dụng trước đó từ sứ mệnh CRS-4 vào tháng 9 năm 2014, đã được phóng trở lại trên tàu SpaceX CRS-11, với thân tàu, các bộ phận cấu trúc, động cơ đẩy, dây nịt, thùng chứa thuốc phóng, hệ thống đường ống và nhiều thiết bị điện tử được tái sử dụng, trong khi tấm chắn nhiệt, pin và các bộ phận tiếp xúc với nước biển khi hạ cánh đã được thay thế.
SpaceX đã phát triển phiên bản thứ hai có tên Dragon 2, có khả năng vận chuyển con người. Chuyến bay thử nghiệm đã được hoàn thành vào năm 2019, sau sự chậm trễ do sự cố bất thường của bệ thử nghiệm vào tháng 4 năm 2019, dẫn đến việc một tàu Dragon 2 bị phá huỷ. Chuyến bay đầu tiên của các phi hành gia trên Dragon 2 diễn ra trong sứ mệnh Crew Dragon Demo-2 vào tháng 5 năm 2020.
Chuyến bay cuối cùng của phiên bản đầu tiên của tàu vũ trụ Dragon (Dragon 1) đã phóng vào ngày 7 tháng 3 năm 2020 (UTC); đó là một sứ mệnh tiếp tế hàng hóa ( CRS-20 ) cho Trạm Vũ trụ Quốc tế (ISS). Nhiệm vụ này là nhiệm vụ cuối cùng của SpaceX trong chương trình Dịch vụ Tiếp tế Thương mại (CRS-1) đầu tiên và đánh dấu sự nghỉ hưu của tàu vũ trụ Dragon 1. Các chuyến bay tiếp tế thương mại của SpaceX tới ISS trong chương trình Dịch vụ Tiếp tế Thương mại (CRS-2) thứ hai sử dụng biến thể chở hàng của tàu vũ trụ SpaceX Dragon 2.

## Tên gọi
Giám đốc điều hành của SpaceX, Elon Musk, đã đặt tên con tàu vũ trụ theo tên bài hát "Puff, the Magic Dragon" năm 1963 của Peter, Paul và Mary, có thể xem như phản ứng đối với những nhà phê bình coi dự án vũ trụ của ông là bất khả thi.

## Lịch sử
SpaceX bắt đầu phát triển tàu vũ trụ Dragon vào cuối năm 2004, công bố rộng rãi vào năm 2006 với kế hoạch đưa vào hoạt động vào năm 2009. Cũng trong năm 2006, SpaceX đã giành được hợp đồng sử dụng tàu vũ trụ Dragon với các dịch vụ tiếp tế thương mại cho Trạm Vũ trụ Quốc tế của cơ quan vũ trụ liên bang Hoa Kỳ NASA.

### Hợp đồng tiếp tế ISS của NASA

#### Dịch vụ vận chuyển quỹ đạo thương mại

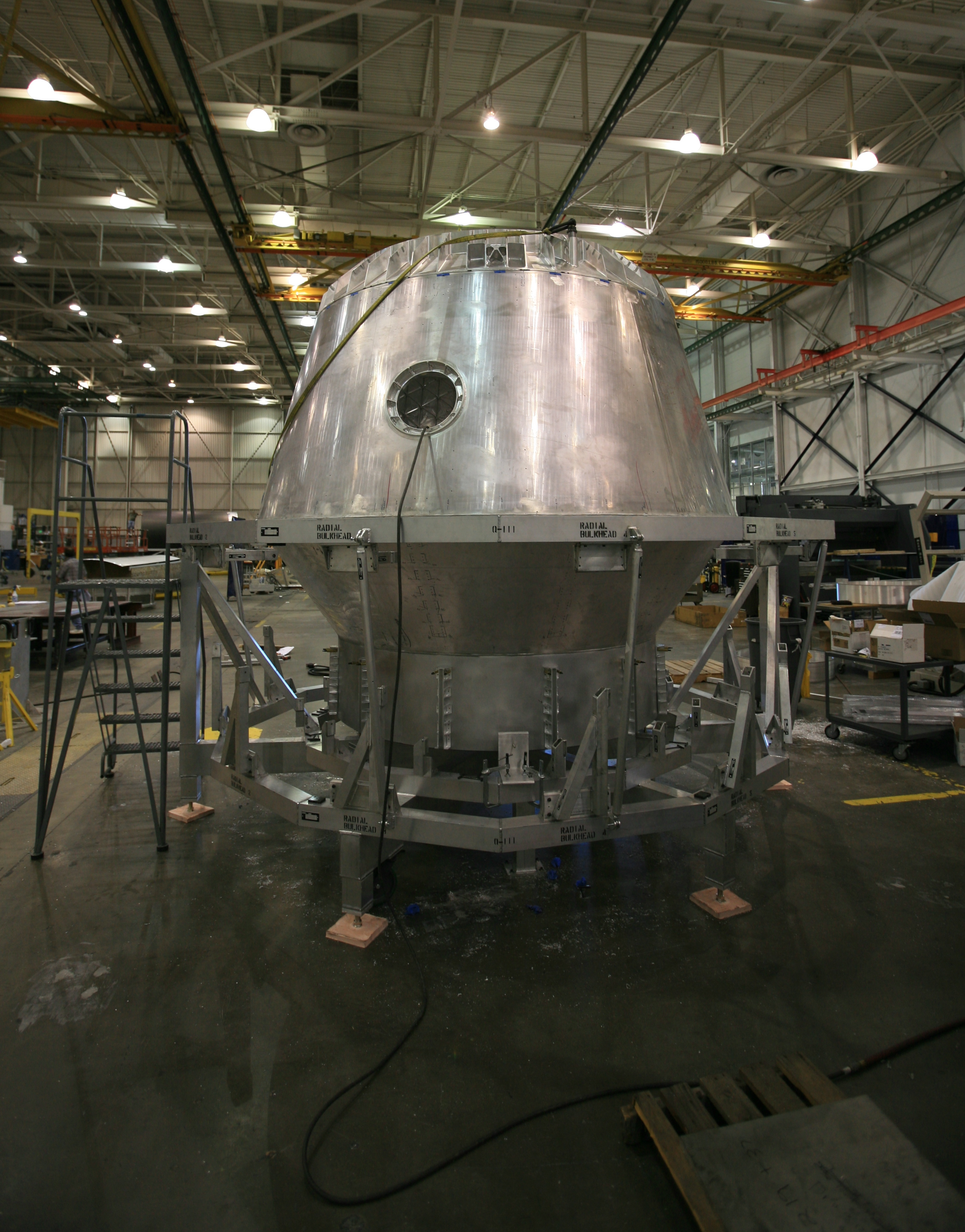
Một bình áp lực Dragon đời đầu, được chụp ảnh trong quá trình thử nghiệm tại nhà máy vào năm 2008.

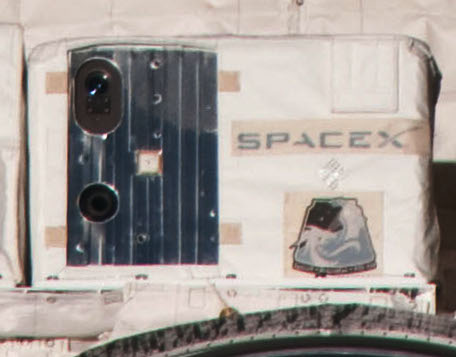
Hệ thống DragonEye trên trong STS-133

Vào năm 2005, NASA đã trưng cầu các đề xuất về một phương tiện vận chuyển hàng hóa tiếp tế ISS thương mại để thay thế Tàu con thoi sắp ngừng hoạt động, thông qua chương trình phát triển Dịch vụ Vận tải Quỹ đạo Thương mại (COTS). Tàu vũ trụ Dragon là một phần trong đề xuất của SpaceX, được đệ trình lên NASA vào tháng 3 năm 2006. Theo đề nghị của COTS, SpaceX đã được tham gia vào nhóm bao gồm MD Robotics, công ty của Canada đã xây dựng của ISS Canadarm2 .
Vào ngày 18 tháng 8 năm 2006, NASA thông báo rằng SpaceX đã được chọn để phát triển các dịch vụ phóng tiếp tế hàng hóa cho ISS, cùng với Kistler Aerospace. Kế hoạch ban đầu, SpaceX sẽ phóng trình diễn tàu vũ trụ SpaceX Dragon trong ba lần, sẽ được thực hiện từ năm 2008 đến năm 2010. SpaceX và Kistler sẽ nhận được lần lượt khoản vốn đầu tư lên đến 278 triệu đô la Mỹ và 207 triệu đô la Mỹ, nếu họ đáp ứng tất cả các mục tiêu quan trọng mà NASA đề ra, nhưng Kistler đã không đáp ứng các yêu cầu đó. Hợp đồng của họ đã bị chấm dứt vào năm 2007. NASA sau đó đã trao lại hợp đồng của Kistler cho Orbital Sciences Corporation.

#### Dịch vụ Tiếp tế Thương mại Giai đoạn 1
Vào ngày 23 tháng 12 năm 2008, NASA đã trao hợp đồng Dịch vụ Tiếp tế Thương mại (CRS-1) trị giá 1,6 tỷ đô la Mỹ cho SpaceX, với các tùy chọn có khả năng tăng giá trị hợp đồng tối đa lên 3,1 tỷ đô la Mỹ. Hợp đồng này dành cho 12 chuyến bay, với tổng khối lượng tối thiểu là 20.000 kilôgam (44.000 lb) hàng hóa được vận chuyển lên ISS.
Vào ngày 23 tháng 2 năm 2009, SpaceX thông báo rằng vật liệu  cacbon được ngâm tẩm phenolic được chọn cho tấm chắn nhiệt của họ, PICA-X, đã vượt qua các bài kiểm tra ứng suất nhiệt để chuẩn bị cho lần phóng đầu tiên của Dragon. Cảm biến hoạt động tiệm cận chính của tàu vũ trụ Dragon, DragonEye, đã được thử nghiệm vào đầu năm 2009 trong sứ mệnh STS-127, khi nó được gắn gần cổng neo đậu của Tàu con thoi Endeavour và được sử dụng trong khi Tàu con thoi tiếp cận Trạm vũ trụ quốc tế . Lidar của DragonEye và nhiệt kế (hình ảnh nhiệt) khả năng đều đã thử nghiệm thành công. Thiết bị liên lạc COTS UHF (CUCU) và Bảng điều khiển phi hành đoàn (CCP) đã được chuyển giao cho ISS trong nhiệm vụ STS-129 vào cuối năm 2009. CUCU cho phép ISS giao tiếp với Dragon và CCP cho phép các thành viên phi hành đoàn ISS đưa ra các lệnh cơ bản cho Dragon. Vào mùa hè năm 2009, SpaceX đã thuê cựu phi hành gia của NASA Ken Bowersox làm phó chủ tịch của Bộ phận đảm bảo sứ mệnh và an toàn cho phi hành gia mới của họ, để chuẩn bị cho các phi hành đoàn sử dụng tàu vũ trụ.
Như một điều kiện của hợp đồng CRS với NASA, SpaceX đã phân tích môi trường bức xạ quỹ đạo trên tất cả các hệ thống Dragon và cách tàu vũ trụ sẽ phản ứng với các thử nghiệm bức xạ giả. Phân tích và thiết kế Dragon - sử dụng kiến trúc máy tính dự phòng gấp ba lần khả năng chịu lỗi tổng thể, thay vì làm cứng bức xạ riêng lẻ của từng bộ xử lý máy tính - đã được các chuyên gia độc lập xem xét trước khi được NASA phê duyệt cho các chuyến bay chở hàng.
Trong tháng 3 năm 2015, có thông báo rằng SpaceX đã được trao thêm ba nhiệm vụ trong Giai đoạn Dịch vụ Tiếp tế Thương mại 1.  Các nhiệm vụ bổ sung này là SpaceX CRS-13, SpaceX CRS-14, SpaceX CRS-15 và sẽ đáp ứng nhu cầu vận chuyển hàng hóa của năm 2017. Vào ngày 24 tháng 2 năm 2016, SpaceNews tiết lộ rằng SpaceX đã được trao thêm năm nhiệm vụ trong Giai đoạn Dịch vụ Tiếp tế Thương mại 1.  Nhóm nhiệm vụ bổ sung này có SpaceX CRS-16 và SpaceX CRS-17 được công bố cho năm 2017 trong khi SpaceX CRS-18, SpaceX CRS-19 và SpaceX CRS-20 và được biểu thị theo danh nghĩa cho năm 2018.

#### Dịch vụ Tiếp tế Thương mại Giai đoạn 2
Thời hạn trưng cầu và định nghĩa hợp đồng Dịch vụ Tiếp tế Thương mại-2 (CRS-2) bắt đầu vào năm 2014. Vào tháng 1 năm 2016, NASA đã trao hợp đồng cho SpaceX, Orbital ATK và Sierra Nevada Corporation cho tối thiểu sáu lần phóng mỗi lần, với các nhiệm vụ được lên kế hoạch cho đến ít nhất là năm 2024. Giá trị tiềm năng tối đa của tất cả các hợp đồng được công bố là 14 tỷ đô la Mỹ, nhưng các yêu cầu tối thiểu sẽ ít hơn đáng kể. Không có thêm thông tin tài chính nào được tiết lộ.

#### Phóng trình diễn

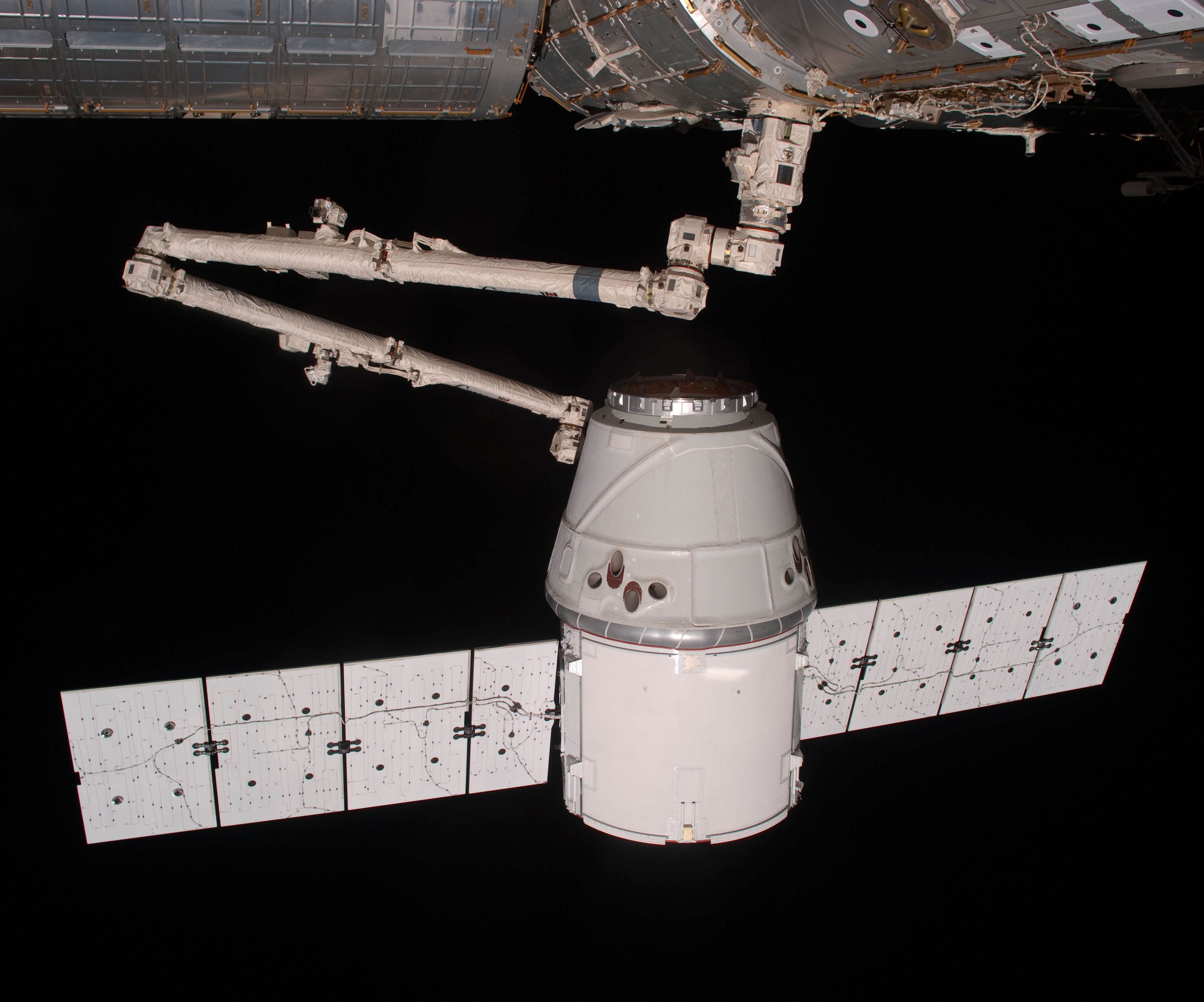
CRS Dragon được đưa lên ISS bởi người hệ thống phục vụ Canadianarm2 trong nhiệm vụ COTS 2.

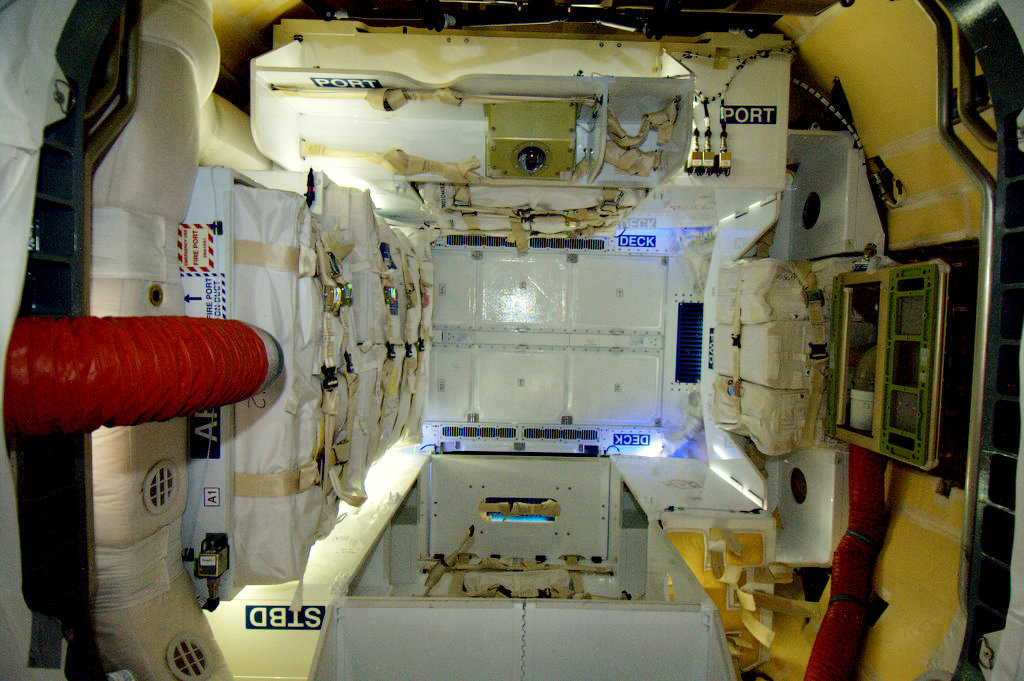
Nội thất của khoang ngủ COTS 2 Dragon.

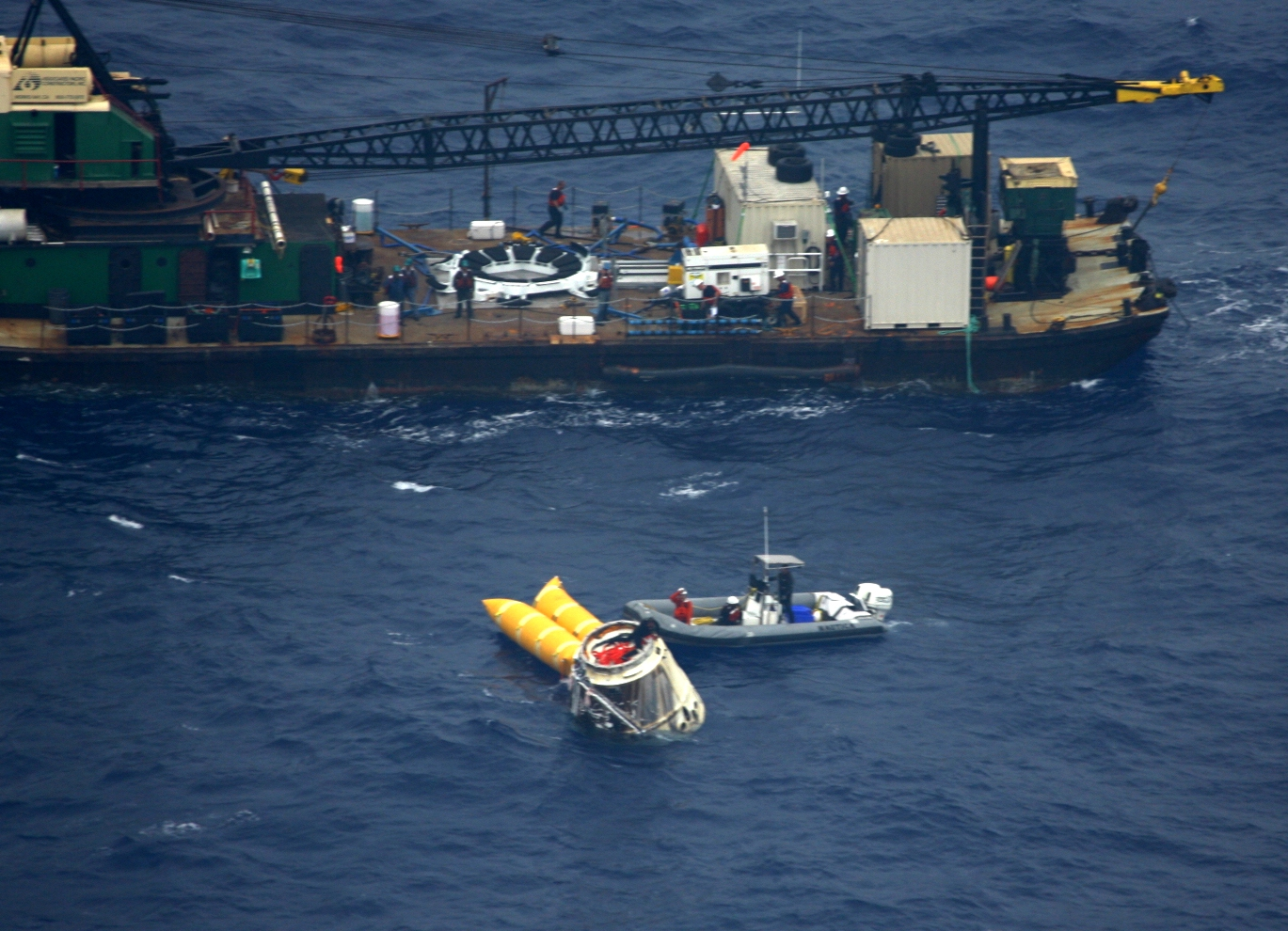
Thu hồi tàu vũ trụ COTS 2 Dragon vào ngày 31 tháng 5 năm 2012.

Chuyến bay đầu tiên của Falcon 9 được phát động vào tháng Sáu năm 2010. Ban đầu, thiết bị kiểm định Tàu vũ trụ Dragon này đã được sử dụng trong quá trình thử nghiệm trên mặt đấ. Trong chuyến bay, nhiệm vụ chính của thiết bị là thu thập dữ liệu khí động học trong quá trình tên lửa bay lên. Nó không được thiết kế để hạ cánh.
NASA đã ký hợp đồng cho ba chuyến bay thử nghiệm từ SpaceX, nhưng sau đó đã giảm con số đó xuống còn hai chuyến. Tàu vũ trụ Dragon đầu tiên được ký hợp đồng với NASA với tên gọi COTS Demo Flight 1 - vào ngày 8 tháng 12 năm 2010, và đã được hạ cánh thành công sau khi quay trở lại bầu khí quyển của Trái đất . Nhiệm vụ này cũng đánh dấu chuyến bay thứ hai của phương tiện phóng Falcon 9. Cảm biến DragonEye đã lắp đặt lại trên STS-133 vào tháng 2 năm 2011 để thử nghiệm thêm trên quỹ đạo. Vào tháng 11 năm 2010, Cục Hàng không Liên bang (FAA) đã cấp giấy phép tái nhập khí quyển cho Dragon, giấy phép đầu tiên được cấp cho một phương tiện thương mại.
Chuyến bay Dragon thứ hai, cũng được ký hợp đồng với NASA như một sứ mệnh trình diễn thử nghiệm, được phóng thành công vào ngày 22 tháng 5 năm 2012, sau khi NASA chấp thuận đề xuất của SpaceX về việc kết hợp các mục tiêu nhiệm vụ COTS 2 và 3 thành một chuyến bay Falcon 9 / Dragon duy nhất, được đổi tên thành COTS 2+. SpaceX Dragon tiến hành kiểm tra quỹ đạo của hệ thống định vị của nó và hủy bỏ các thủ tục trước khi kết nối với ISS Canadarm2 và cập bến thành công với trạm vào ngày 25 Tháng 5 năm 2012. Dragon quay trở lại Trái đất vào ngày 31 tháng 5 năm 2012, hạ cánh theo lịch trình ở Thái Bình Dương và một lần nữa được thu hồi thành công.
Vào ngày 23 tháng 8 năm 2012, Quản trị viên NASA Charles Bolden thông báo rằng SpaceX đã hoàn thành tất cả các mốc quan trọng cần thiết theo hợp đồng COTS và đã được thông qua để bắt đầu các sứ mệnh tiếp tế hoạt động cho ISS.

#### Vận chuyển thiết bị nghiên cứu từ quỹ đạo
Tàu vũ trụ Dragon có thể mang 3.500 kilôgam (7.700 lb) hàng hóa trở lại Trái đất, hoặc lên đến 3.000 kilôgam (6.600 lb) hàng hóa được điều áp từ ISS, và là tàu vũ trụ duy nhất hiện tại có khả năng quay trở lại Trái đất với một lượng hàng hóa đáng kể. Ngoài khoang phi hành đoàn Soyuz của Nga, Dragon là tàu vũ trụ duy nhất hiện được thiết kế để hoạt động được khi tái nhập bầu khí quyển. Bởi vì Dragon cho phép mang các kết quả thí nghiệm quan trọng cho các nhà nghiên cứu dưới Trái đất trong vòng 48 giờ kể từ khi bắt đầu hạ cánh xuống bầu khí quyển, nó mở ra khả năng thực hiện các thí nghiệm mới trên ISS. Ví dụ, CRS-12 đã mang những con chuột trở lại sau khi dành thời gian trên quỹ đạo, điều này sẽ giúp cung cấp thông tin chi tiết về cách vi trọng lực tác động lên mạch máu ở cả não và mắt, cũng như xác định cách phát triển của bệnh viêm khớp.

#### Các chuyến bay khác
Dragon được hạ thủy trên chuyến bay CRS hoạt động đầu tiên vào ngày 8 tháng 10 năm 2012, và hoàn thành nhiệm vụ thành công vào ngày 28 tháng 10 năm 2012.  NASA ban đầu ký hợp đồng với SpaceX cho 12 nhiệm vụ, và sau đó đã gia hạn hợp đồng CRS với 8 chuyến bay nữa, nâng tổng số lên 20 lần phóng cho đến năm 2019. Trong năm 2016, một loạt 6 nhiệm vụ mới theo hợp đồng CRS-2 đã được giao cho SpaceX; những sứ mệnh này dự kiến sn năm 2ẽ được thực hiện trong khoảng thời gian từ năm 2020 đến 2024.

#### Tái sử dụng các tàu vũ trụ đã bay trước đó
CRS-11, sứ mệnh CRS thứ 11 của SpaceX, đã được phóng thành công vào ngày 3 tháng 6 năm 2017 từ Trung tâm Vũ trụ Kennedy LC-39A, là sứ mệnh thứ 100 được phóng lên từ bãi phóng. Nhiệm vụ này là lần đầu tiên phóng lại một Tàu vũ trụ Dragon đã phóng trước đó. Sứ mệnh này đã chuyển 2.708 kg  hàng hóa lên Trạm Vũ trụ Quốc tế, bao gồm cả thiết bị thám hiểm bề thất Sao Neutron (NICER). Chặng đầu tiên phương tiện phóng Falcon 9 đã hạ cánh thành công tại Vùng hạ cánh 1 . Nhiệm vụ này lần đầu tiên SpaceX phóng một tàu vũ trụ Dragon được tân trang lại, số sê-ri C106, đã bay vào tháng 9 năm 2014 trong nhiệm vụ CRS-4 và là lần đầu tiên kể từ năm 2011, một tàu vũ trụ được tái sử dụng đã kết nối với ISS. Tàu vũ trụ Gemini SC-2 là tàu vũ trụ duy nhất đã được tái sử dụng trước đó, nhưng nó chỉ được cho bay lại vào năm 1966.
CRS-12, sứ mệnh CRS thứ mười hai của SpaceX, đã được phóng thành công trên phiên bản "Block 4" đầu tiên của Falcon 9 vào ngày 14 tháng 8 năm 2017 từ Trung tâm Vũ trụ Kennedy LC-39A trong lần thử đầu tiên. Nhiệm vụ này đã giao 2.349 kilôgam (5.179 lb) khối lượng có áp suất và 961 kilôgam (2.119 lb) khối lượng không áp suất. Tải trọng bên ngoài là máy dò tia vũ trụ CREAM. Đây là chuyến bay cuối cùng của một Tàu vũ trụ Dragon mới được chế tạo; các nhiệm vụ xa hơn sẽ sử dụng tàu vũ trụ được tân trang lại.
CRS-13, nhiệm vụ CRS thứ mười ba của SpaceX, là lần sử dụng thứ hai của Tàu vũ trụ Dragon bay trước đó, nhưng là lần đầu tiên kết hợp với bộ tăng cường giai đoạn đầu được sử dụng lại. Nó được phóng thành công vào ngày 15 tháng 12 năm 2017 từ Tổ hợp phóng vũ trụ 40 của Trạm Không quân Cape Canaveral trong lần thử đầu tiên. Đây là lần phóng đầu tiên của SLC-40 kể từ sau vụ nổ bất thường trên bệ Amos-6. Bộ tăng cường là lõi được bay trước đó từ sứ mệnh CRS-11. Nhiệm vụ này đã giao 1.560 kilôgam (3.440 lb) khối lượng có áp và 645 kilôgam (1.422 lb) khối lượng không áp suất. Nó quay trở lại quỹ đạo và rơi xuống vào ngày 13 tháng 1 năm 2018, khiến nó trở thành tàu vũ trụ vũ trụ đầu tiên được đưa trở lại quỹ đạo nhiều hơn một lần.
CRS-14, sứ mệnh CRS thứ mười bốn của SpaceX, là lần tái sử dụng thứ ba của Tàu vũ trụ Dragon bay trước đó. Nó được phóng thành công vào ngày 2 tháng 4 năm 2018 từ Trạm Không quân Cape Canaveral SLC-40 . Nó đã được đưa lên ISS thành công vào ngày 4 tháng 4 năm 2018 và được cố định trong một tháng trước khi đưa hàng hóa và các thí nghiệm khoa học trở lại Trái đất.
CRS-15, CRS-16, CRS-17, CRS-18, CRS-19 và CRS-20 đều đã được bay với các tàu vũ trụ đã bay trước đó.

#### Chương trình phát triển tàu vũ trụ phi hành đoàn

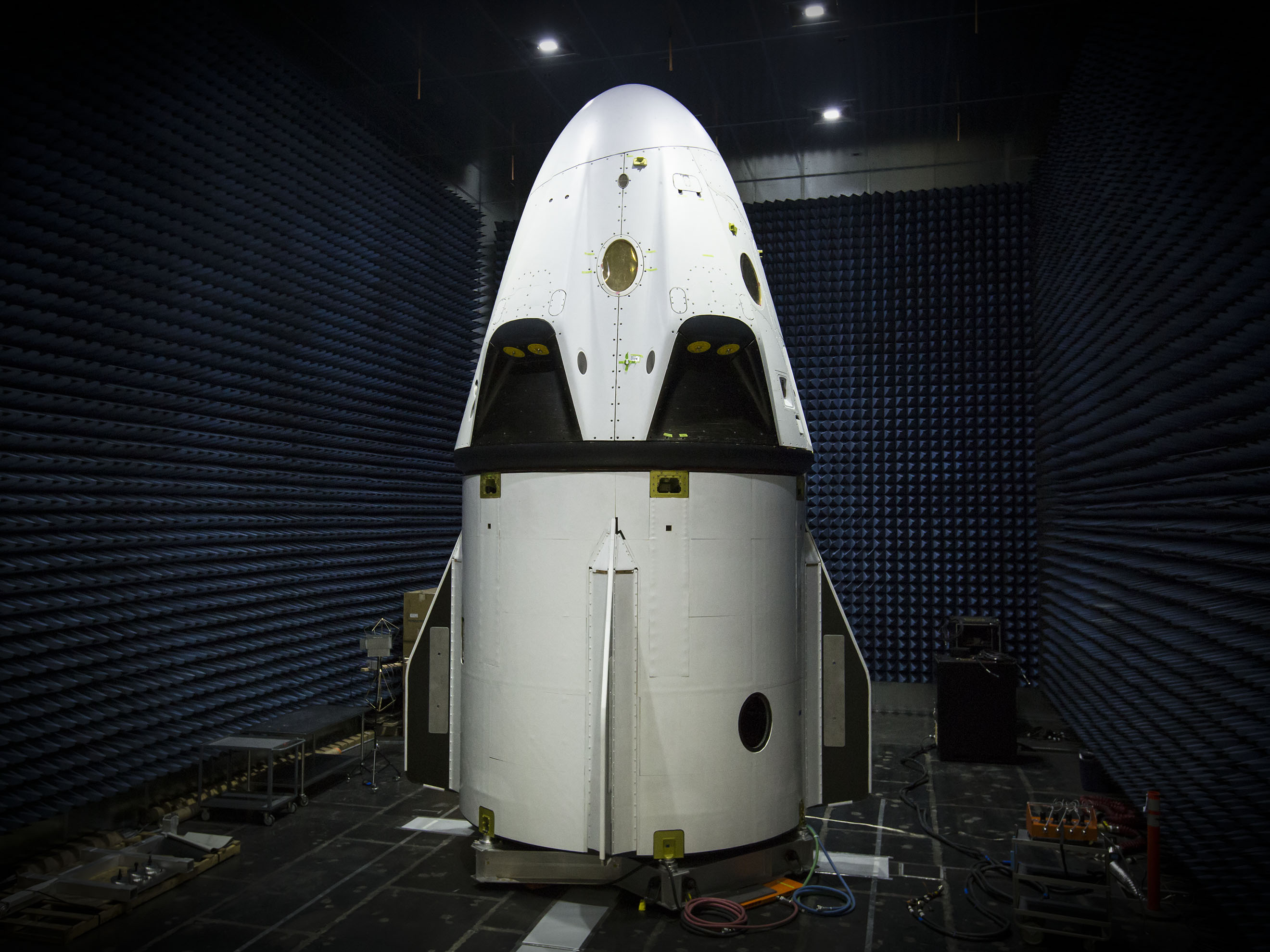
Bên ngoài của Dragon 2 được sử dụng cho thử nghiệm hủy bỏ pad.

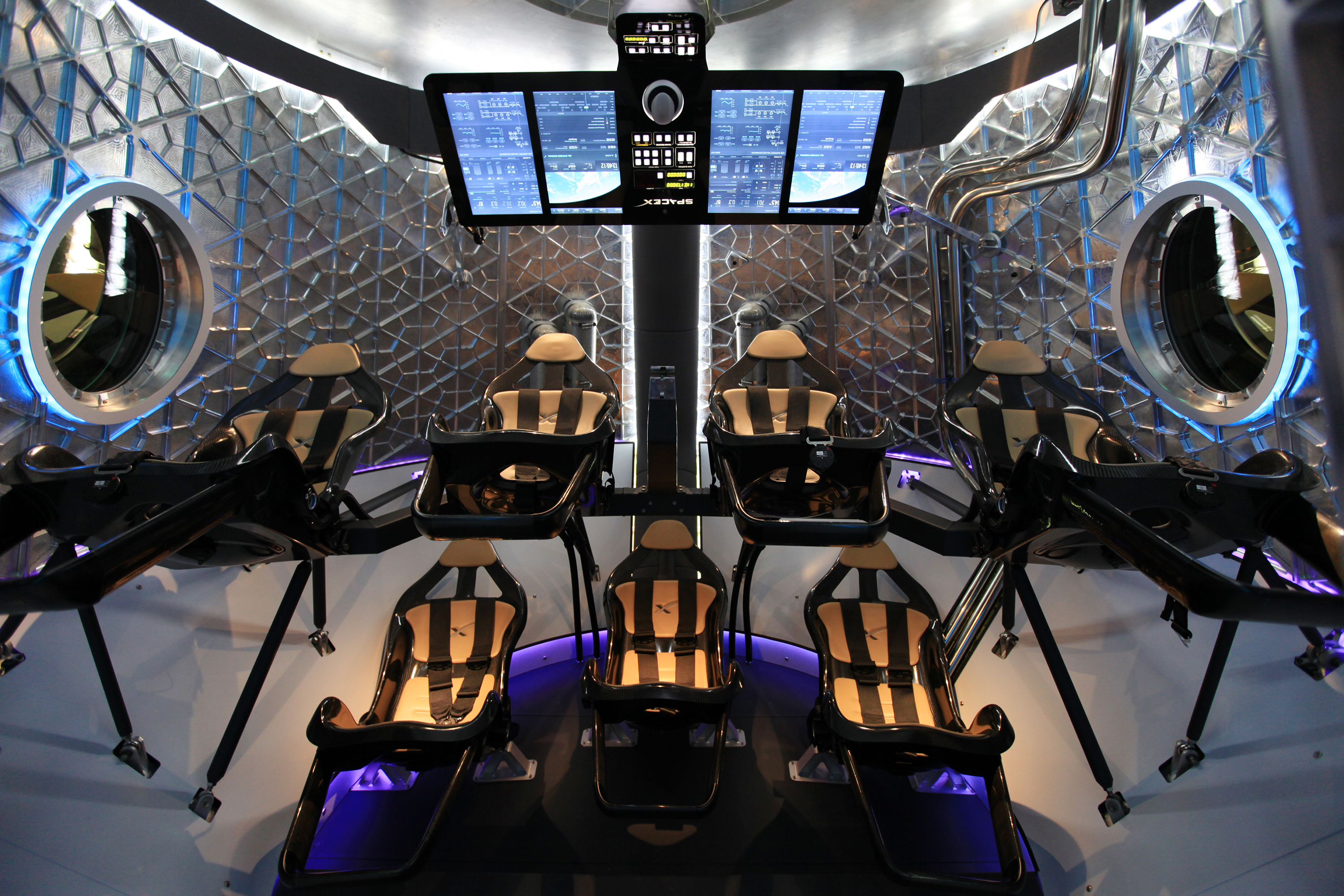
Nội thất của khoang ngủ Dragon 2, hiển thị cấu hình chỗ ngồi.

Năm 2006, Elon Musk tuyên bố rằng SpaceX đã chế tạo "một khoang chứa phi hành đoàn nguyên mẫu, bao gồm một hệ thống hỗ trợ sự sống trong 30 ngày được thử nghiệm kỹ lưỡng". Một video mô phỏng hoạt động của hệ thống thoát hiểm được phát hành vào tháng 1 năm 2011. Năm 2010, Musk tuyên bố rằng chi phí phát triển của một tàu vũ trụ Dragon chở phi hành đoàn và Falcon 9 sẽ vào khoảng 800 triệu đến 1 tỷ đô la Mỹ. Trong hai năm 2009 và 2010, Musk đã lên kế hoạch tiến hành sản xuất một biến thể có phi hành đoàn của tên lửa Dragon trong hai đến ba năm. SpaceX đã nộp hồ sơ dự thầu giai đoạn ba của CCDev, CCiCap.

## Kinh phí phát triển
Vào năm 2014, SpaceX đã công bố tổng chi phí phát triển kết hợp cho cả phương tiện phóng Falcon 9 và tàu vũ trụ Dragon. NASA đã cung cấp 396 triệu đô la Mỹ trong khi SpaceX cung cấp hơn 450 triệu đô la Mỹ để tài trợ cho cả hai nỗ lực phát triển.

## Sản xuất

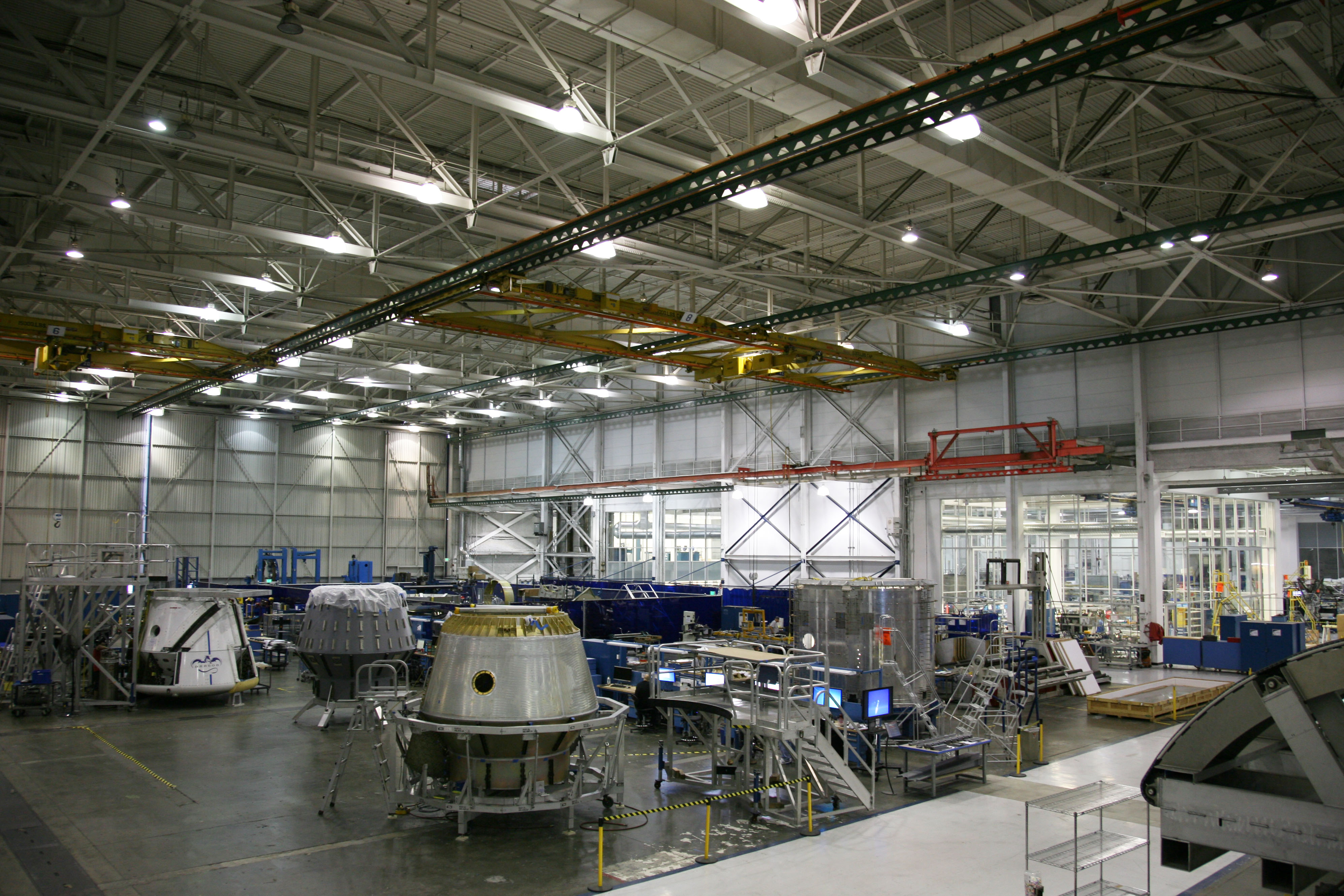
tàu vũ trụ SpaceX Dragon đang được sản xuất tại nhà máy của SpaceX

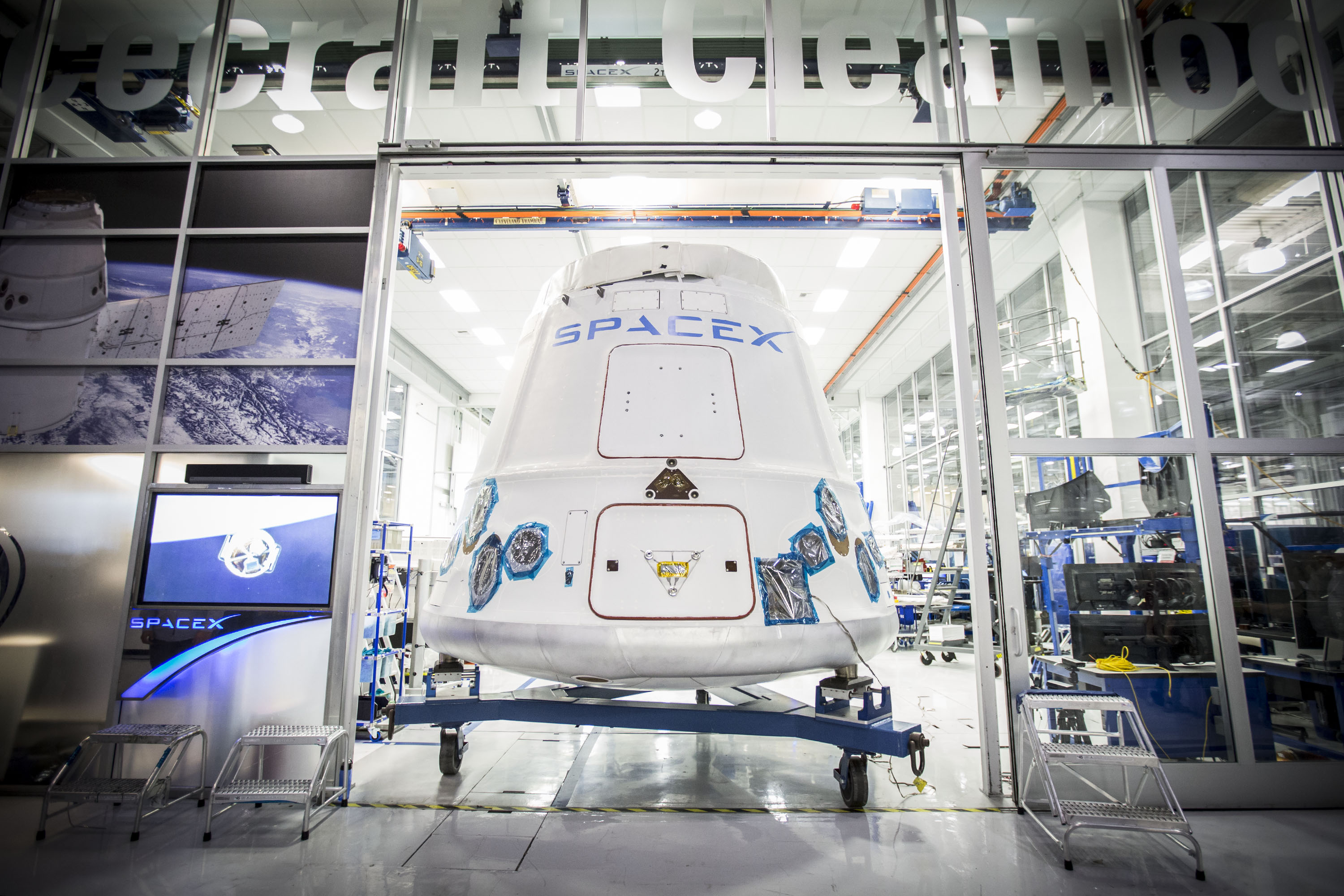
Một tàu vũ trụ Dragon được vận chuyển ra khỏi SpaceX HQ ở Hawthorne, California, tháng 2 năm 2015.

Vào tháng 12 năm 2010, dây chuyền sản xuất SpaceX được cho là sẽ sản xuất một tàu vũ trụ Dragon mới và tên lửa Falcon 9 cứ ba tháng một lần. Elon Musk đã tuyên bố trong một cuộc phỏng vấn năm 2010 rằng ông dự định sản xuất một con tàu SpaceX Dragon mỗi sáu tuần vào năm 2012. Vật liệu composite được sử dụng trong quá trình sản xuất tàu vũ trụ để giảm trọng lượng và cải thiện độ bền của cấu trúc.
Đến tháng 9 năm 2013, tổng không gian sản xuất của SpaceX đã tăng lên gần 1.000.000 foot vuông (93.000 m2) và nhà máy đã sản xuất được sáu tàu SpaceX Dragon, trong các giai đoạn sản xuất khác nhau. SpaceX đã công bố một bức ảnh cho thấy sáu tàu, bao gồm bốn nhiệm vụ tiếp theo của Dịch vụ Tiếp tế Thương mại (CRS-1) của NASA, những tàu SpaceX Dragon ( CRS-3, CRS-4, CRS-5, CRS-6 ) cùng với SpaceX Dragon thử nghiệm cho chương trình phi hành đoàn thương mại.

## Thiết kế

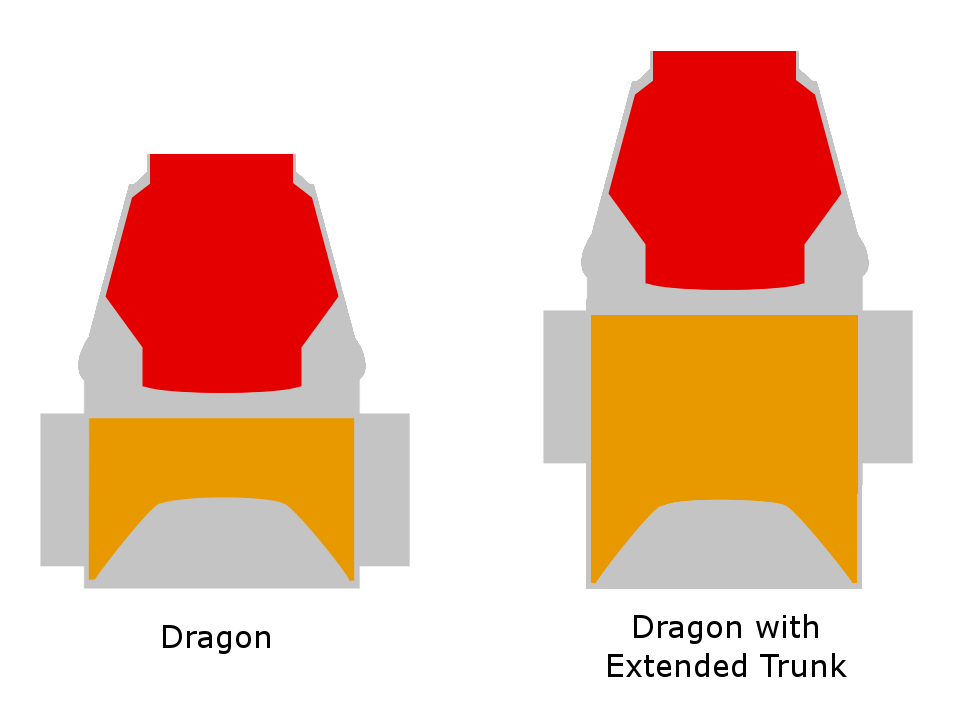
Bản vẽ thể hiện phần có áp suất (màu đỏ) và không được điều áp (màu cam) của Rồng.

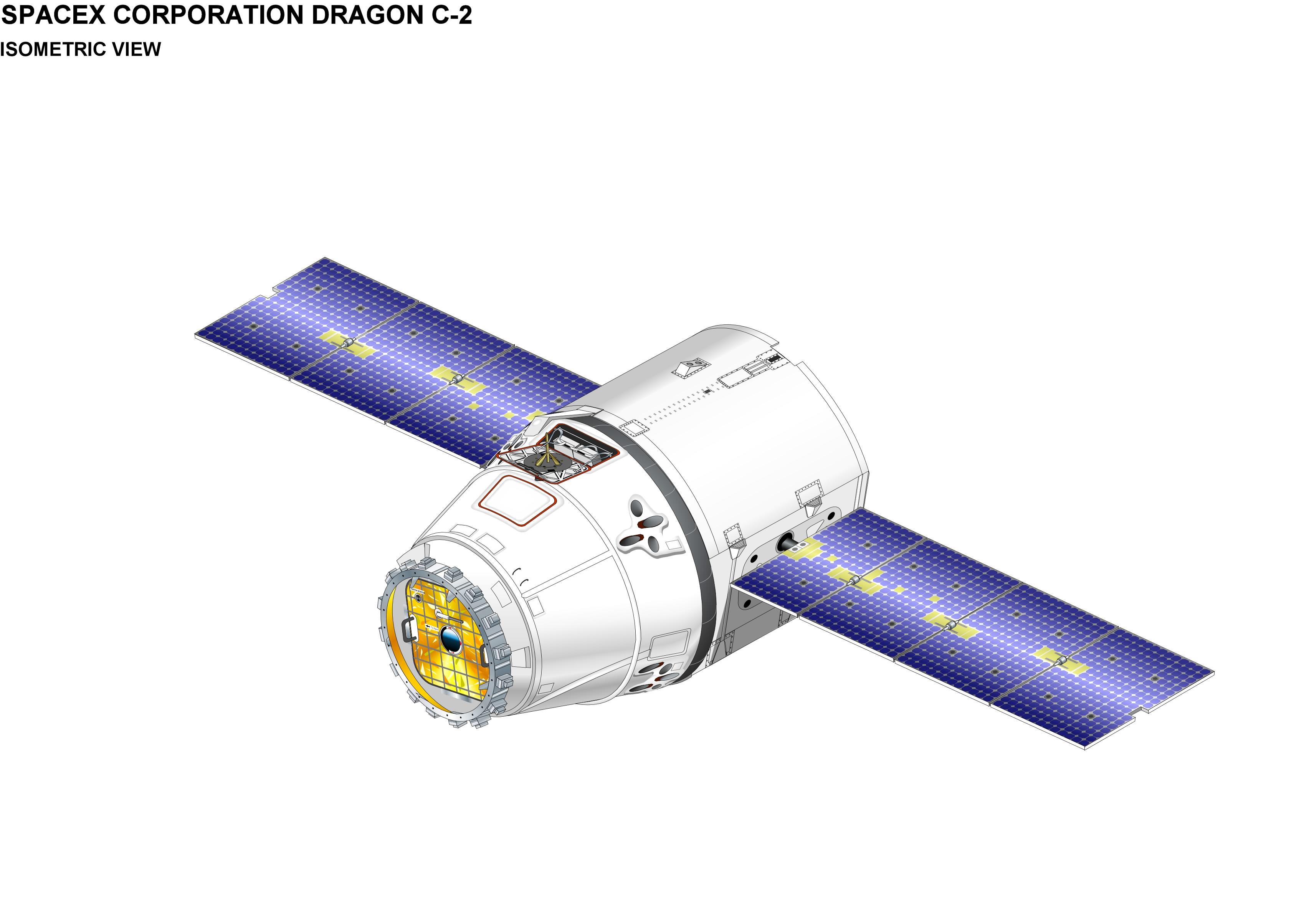
Isometric view of Dragon

Tàu vũ trụ Dragon bao gồm một nắp hình nón ở mũi , một viên nang hình nón thông thường và một thân tàu chở hàng không áp suất được trang bị hai tấm pin năng lượng mặt trời. Vỏ nang sử dụng tấm chắn nhiệt PICA-X, dựa trên một biến thể độc quyền của vật liệu carbon ngâm tẩm Phenolic của NASA (PICA), được thiết kế để bảo vệ vỏ bọc trong quá trình đi vào khí quyển Trái đất, ngay cả ở vận tốc cao như trong các sứ mệnh Mặt Trăng và Sao Hỏa. Tàu vũ trụ Dragon có thể tái sử dụng và có thể bay nhiều nhiệm vụ. Thân năng lượng mặt trời của tàu không thể hạ cánh được; nó tách ra khỏi vỏ trước khi quay trở lại và bốc cháy trong bầu khí quyển của Trái đất. Phần thân, mang các tấm pin mặt trời của tàu vũ trụ và cho phép vận chuyển hàng hóa không áp suất lên ISS lần đầu tiên được sử dụng để chở hàng trong sứ mệnh SpaceX CRS-2.
Tàu vũ trụ được phóng bằng tên lửa Falcon 9. Khoang Dragon được trang bị 16 tên lửa đẩy Draco. Trong các chuyến bay chở hàng và phi hành đoàn ban đầu, viên nang Dragon sẽ hạ cánh ở Thái Bình Dương và được đưa về bờ bằng tàu.
Đối với các chuyến bay chở hàng ISS Dragon, tay Robot ISS Canadarm2 sẽ kết nối Dragon với cơ chế chung bến (CBM). CRS Dragon không có thiết bị lọc không khí dành cho các phi hành gia, thay vào đó, nó sử dụng chung không khí từ ISS. Đối với các nhiệm vụ điển hình, Dragon được lên kế hoạch ở lại ISS trong khoảng 30 ngày.
Viên nang Dragon có thể vận chuyển 3,310 kilôgam (7,300 lb) hàng hóa trong áp suất thông thường hoặc không có áp suất, hoặc kết hợp cả hai. Nó có thể mang trở lại Trái đất 3,310 kilôgam (7,300 lb) với khối lượng hàng không áp suất, hoặc lên đến 3,310 kilôgam (7.300 lb) với khối lượng hàng hóa có áp suất được điều khiển. Thân năng lượng mặt trời lần đầu tiên được đưa vào sử dụng trong sứ mệnh CRS-2 của Dragon vào tháng 3 năm 2013. Các mảng năng lượng mặt trời của nó tạo ra công suất cực đại là 4 kW.
Thiết kế đã được sửa đổi từ chuyến bay Dragon thứ năm trong sứ mệnh SpaceX CRS-3 lên ISS vào tháng 3 năm 2014. Trong khi đường khuôn bên ngoài của Dragon không thay đổi, hệ thống điện tử và giá để hàng đã được thiết kế lại để cung cấp nhiều năng lượng điện hơn đáng kể cho các thiết bị vận chuyển, bao gồm mô-đun tủ đông GLACIER và mô-đun tủ đông MERLIN dùng để vận chuyển các tải trọng khoa học quan trọng.

## Các biến thể

### DragonLab
SpaceX đã lên kế hoạch lập trình tàu vũ trụ Dragon bay tự động, được gọi là DragonLab.  Các hệ thống con của nó bao gồm động cơ đẩy, công suất, hệ thống kiểm soát nhiệt độ và môi trường (ECLSS), hệ thống điện tử, thông tin liên lạc, bảo vệ nhiệt, phần mềm bay, hệ thống hướng dẫn và định vị cũng như thiết bị nhập khí quyển và hạ cánh. Nó có thể mang 6.000 kilôgam (13.000 lb) khi phóng, và tối đa 3.000 kilôgam (6.600 lb) khi trở về Trái đất. Vào tháng 11 năm 2014, có hai sứ mệnh DragonLab được liệt kê trong bản kê khai phóng của SpaceX: một vào năm 2016 và một vào năm 2018. Tuy nhiên, các sứ mệnh này đã bị xóa khỏi bản kê khai vào đầu năm 2017, không có tuyên bố chính thức của SpaceX. Các vệ tinh của chương trình sinh học tế báo của Mỹ  và các vệ tinh Bion của Nga đã từng thực hiện các chức năng tương tự.

### Dragon 2: Vận chuyển phi hành đoàn và hàng hóa
Một phiên bản kế nhiệm của Dragon được gọi là SpaceX Dragon 2 được thiết kế để chở hành khách và phi hành đoàn. Nó được thiết kế để có thể chở tối đa bảy phi hành gia, hoặc một số phi hành gia và hàng hóa, đến và đi từ quỹ đạo thấp của Trái đất. Lá chắn nhiệt Dragon 2 được thiết kế để phù hợp cho quá trình tái nhập bầu khí quyển Trái đất từ các chuyến bay vũ trụ lên Mặt Trăng và Sao Hỏa. SpaceX đã thực hiện một số hợp đồng của Chính phủ Hoa Kỳ để phát triển biến thể phi hành đoàn Dragon 2, bao gồm Thỏa thuận phát triển phi hành đoàn thương mại 2 (CCDev 2) - được tài trợ bởi Đạo luật Không gian vào tháng 4 năm 2011 và Thỏa thuận về khả năng tích hợp phi hành đoàn (CCiCap) - được tài trợ vào tháng 8 năm 2014. Giai đoạn 2 của hợp đồng CRS sẽ được thực hiện bằng cách sử dụng biến thể Dragon 2 Cargo thiếu điều khiển buồng lái, ghế và hệ thống hỗ trợ sự sống.

### Red Dragon
Red Dragon là một phiên bản đã bị hủy bỏ của tàu vũ trụ Dragon. Được đề xuất cho các sứ mệnh bay xa hơn quỹ đạo Trái đất và khí quyển tới sao Hỏa thông qua không gian liên hành tinh . Ngoài các kế hoạch được tài trợ bởi tư nhân của SpaceX cho một sứ mệnh cuối cùng trên sao Hỏa, Trung tâm Nghiên cứu Ames của NASA đã phát triển một khái niệm có tên Red Dragon: một sứ mệnh sao Hỏa chi phí thấp sẽ sử dụng Falcon Heavy làm phương tiện phóng và vận chuyển phương tiện lên sao Hỏa, và tàu vũ trụ dựa trên SpaceX Dragon 2 để đi vào bầu khí quyển của sao Hỏa . Ban đầu, khái niệm này dự tính sẽ ra mắt vào năm 2018 với tư cách là một sứ mệnh Khám phá của NASA, sau đó thay thế cho năm 2022, nhưng chưa bao giờ được chính thức đệ trình để xin tài trợ trong NASA.  Sứ mệnh được thiết kế để vận chuyển mẫu vật từ Sao Hỏa về Trái đất với chi phí chỉ bằng một phần chi phí của NASA, được dự kiến vào năm 2015 với giá chỉ 6 tỷ đô la Mỹ cho một sứ mệnh.
Vào ngày 27 tháng 4 năm 2016, SpaceX công bố kế hoạch tiếp tục phóng một tàu đổ bộ Dragon đã được sửa đổi lên sao Hỏa vào năm 2018. Tuy nhiên, Musk đã hủy bỏ chương trình SpaceX Red Dragon vào tháng 7/2017 để thay vào đó tập trung phát triển hệ thống Starship. Tàu vũ trụ Red Dragon được sửa đổi sẽ thực hiện tất cả các chức năng xâm nhập và hạ cánh (EDL) cần thiết để vận chuyển trọng tải 1.000 kilôgam (2.200 lb) lên bề mặt Sao Hỏa mà không cần sử dụng dù. Phân tích sơ bộ cho thấy lực cản trong khí quyển sẽ làm tàu chậm lại, đủ để giai đoạn cuối cùng của quá trình hạ xuống nằm trong khả năng của động cơ đẩy SuperDraco của nó.

### Dragon XL
Vào ngày 27 tháng 3 năm 2020, SpaceX tiết lộ tàu vũ trụ tiếp tế Dragon XL để chở hàng hóa có áp suất và không áp suất, các thí nghiệm và các nguồn cung cấp khác tới Cổng Mặt Trăng theo kế hoạch của NASA theo hợp đồng Dịch vụ Hậu cần Gateway (GLS). Theo NASA, các thiết bị được cung cấp bởi các sứ mệnh Dragon XL có thể bao gồm các vật liệu thu thập mẫu, bộ đồ vũ trụ và các vật dụng khác mà các phi hành gia có thể cần trên Cổng và trên bề mặt Mặt trăng . Nó sẽ được phóng bằng tên lửa SpaceX Falcon Heavy từ LC-39A tại Trung tâm Vũ trụ Kennedy ở Florida . Dragon XL sẽ ở lại Gateway từ 6 đến 12 tháng tại một thời điểm, khi các trọng tải nghiên cứu bên trong và bên ngoài tàu chở hàng có thể được vận hành từ xa, ngay cả khi phi hành đoàn không có mặt.  Khả năng vận tải của nó dự kiến là hơn 5.000 kilôgam (11.000 lb) lên quỹ đạo mặt trăng. Không có yêu cầu cho việc quay trở lại Trái đất. Khi kết thúc nhiệm vụ, Dragon XL phải có khả năng tháo dỡ và xử lý khối lượng tương tự mà nó có thể mang đến Gateway, có lẽ là bằng cách hạ cánh lên Mặt trăng.

## Danh sách phương tiện
| Số sêri | Tên | Loại       | Trạng thái | Chuyến bay | Thời gian trên chuyến bay | Ghi chú                                                                                           |
| ------- | --- | ---------- | ---------- | ---------- | ------------------------- | ------------------------------------------------------------------------------------------------- |
| C101    | N/A | Nguyên mẫu | Về hưu     | 1          | 0 ngày                    | Được trưng bày tại trụ sở chính của SpaceX.                                                       |
| C102    | N/A | Sản xuất   | Về hưu     | 1          | 9 ngày                    | Được trưng bày tại Khu liên hợp Du khách Trung tâm Vũ trụ Kennedy.                                |
| C103    | N/A | Sản xuất   | Về hưu     | 1          | 20 ngày                   | .                                                                                                 |
| C104    | N/A | Sản xuất   | Về hưu     | 1          | 25 ngày                   | .                                                                                                 |
| C105    | N/A | Sản xuất   | Về hưu     | 1          | 29 ngày                   | .                                                                                                 |
| C106    | N/A | Sản xuất   | Về hưu     | 3          | 97ngày, 3 giờ, 2phút      | .                                                                                                 |
| C107    | N/A | Sản xuất   | Về hưu     | 1          | 1 tháng                   | Dùng cho CRS-5 .                                                                                  |
| C108    | N/A | Sản xuất   | Về hưu     | 3          | 98 ngày, 18 giờ, 50 m     | .                                                                                                 |
| C109    | N/A | Sản xuất   | Bị phá huỷ | 1          | 0 ngày                    | Bị phá hủy khi va chạm với đại dương sau vụ nổ trong chuyến bay của Falcon 9 giai đoạn đầu CRS-7. |
| C110    | N/A | Sản xuất   | Về hưu     | 2          | 65 ngày, 20 giờ, 20 phút  | .                                                                                                 |
| C111    | N/A | Sản xuất   | Về hưu     | 2          | 74ngày, 23h, 38phút       | .                                                                                                 |
| C112    | N/A | Sản xuất   | Về hưu     | 3          | 99 ngày, 1 giờ            | .                                                                                                 |
| C113    | N/A | Sản xuất   | Về hưu     | 2          | 64 ngày, 12 giờ, 4 phút   | Tàu vũ trụ Dragon 1 cuối cùng được sản xuất. Được sử dụng hai lần cho CRS-12 và CRS-17 .          |

## Thông số kỹ thuật

### DragonLab
Các thông số kỹ thuật sau đây được SpaceX công bố cho các chuyến bay thương mại không phải của NASA, không phải ISS của viên nang Dragon đã được tân trang lại, được liệt kê là các chuyến bay "DragonLab" trên bảng kê khai SpaceX. Các thông số kỹ thuật cho Dragon Cargo do NASA ký hợp đồng không có trong bảng dữ liệu DragonLab năm 2009.

#### Khoang áp suất
- 10 mét khối (350 ft khối) có áp suất, hệ thống kiểm soát môi trường, khối lượng trọng tải.[97]
- Môi trường trên bo mạch: 10–46 °C (50–115 °F) ; độ ẩm tương đối 25 ~ 75%; Áp suất không khí 13,9 ~ 14,9 psia (958,4 ~ 1027 hPa ).[98]

#### Khoang cảm biến không áp suất
- 0,1 mét khối (3,5 ft khối) khối lượng tải trọng không áp suất.
- Cửa hầm cảm biến mở ra sau khi lên quỹ đạo để cho phép cảm biến lấy thông tin từ môi trường không gian bên ngoài và đóng lại trước khi quay trở lại bầu khí quyển Trái Đất.[99]

#### Thân pin năng lượng mặt trời
- 14 mét khối (490 ft khối) khối lượng tải trọng trong 2,3 mét (7 ft 7 in) tấm pin, phía sau tấm chắn nhiệt của khoang áp suất, với phần mở rộng thân tùy chọn đến 4,3 mét (14 ft) tổng chiều dài, khối lượng trọng tải tăng lên 34 mét khối (1.200 ft khối).[100]
- Hỗ trợ cảm biến và khẩu độ không gian lên đến 3,5 mét (11 ft) theo đường kính.[100]

#### Hệ thống điện, liên lạc và chỉ huy
- Nguồn điện: hai tấm pin mặt trời cung cấp trung bình 1500 watt, đỉnh 4000 watt, ở 28 và 120 VDC.[101]
- Giao tiếp tàu vũ trụ : tiêu chuẩn thương mại RS-422 và I/O kết nối 1553 tiêu chuẩn quân sự, cộng với truyền thông Ethernet cho dịch vụ tải trọng tiêu chuẩn có thể nén địa chỉ IP.
- Tốc độ truyền lên: 300 kbit / s.[101]
- Kết nối từ xa/tốc độ truyền xuống: chuẩn 300 Mbit/s, bộ truyền video và đo từ xa sử dụng băng tần S.[101]

### Khả năng chịu bức xạ
Dragon có thiết kế phần cứng và phần mềm "chịu được bức xạ" . Hệ thống sử dụng ba cặp máy tính, mỗi cặp liên tục kiểm tra các cặp khác, khiến thiết kế của nó có khả năng phát hiện và chỉnh sửa lỗi. Trong trường hợp xảy ra sự cố bức xạ hoặc lỗi mềm, một trong các cặp máy tính sẽ thực hiện khởi động lại. Bao gồm cả các máy tính quỹ đạo bay, Dragon sử dụng 18 cặp ba bộ xử lý dự phòng, với tổng cộng 54 bộ xử lý.